# Zdeněk Havlas
Zdeněk Havlas (* 13. května 1951 Nymburk) je český chemik, bývalý ředitel Ústavu organické chemie a biochemie AV ČR (ÚOCHB), který se specializuje na kvantovou a výpočetní chemii, strukturu a dynamiku molekulových a biomolekulových systémů a také na vodíkovou a nepravou vodíkovou vazbu. Jednou z nejdůležitějších součástí jeho dlouholeté výzkumné práce je vývoj nových léků.

## Vědecká dráha
V letech 1969–1975 vystudoval Přírodovědeckou fakultu Univerzity Karlovy v Praze. V roce 1975 obhájil rigorózní práci a získal titul doktora přírodních věd.
V následujících letech působil jako aspirant v Ústavu organické chemie a biochemie tehdejší Československé akademie věd (dnes Akademie věd České republiky), kde pracoval na své kandidátské práci pod vedením Jiřího Beránka a fyzikálního chemika Rudolfa Zahradníka. Zabýval se kvantově chemickými výpočty složek nukleových kyselin. V roce 1979 se stal vědeckým pracovníkem ÚOCHB. V pozdější letech působil na několika stážích v zahraničí, mj. v letech 1980–1981 na Cornellově universitě v Ithace v laboratoři Roalda Hoffmanna, nositele Nobelovy ceny za chemii. V roce 1988 získal stipendium Humboldtovy nadace a následně strávil dva roky na Univerzitě Johanna Wolfganga Goetha ve Frankfurtu nad Mohanem. V roce 2001 obhájil doktorskou práci Chemické aplikace kvantové mechaniky a získal akademický titul DrSc.
V současnosti (2016) vede seniorní výzkumnou skupinu v oblasti výpočetní chemie.
Odborně se zabývá kvantovou a výpočetní chemií, strukturou a dynamikou molekulových a biomolekulových systémů, vodíkovou a nepravou vodíkovou vazbou, relativistickými efekty v organických systémech, excitovanými stavy či materiály pro solární články.
Během své kariéry publikoval přes 150 vědeckých prací, které nasbíraly tisíce odborných citací.
Je držitelem řady ocenění za vědecký přínos.

## Funkce
Kromě vědecké práce se věnuje rovněž organizaci vědy. V letech 1996–1998 byl předsedou vědecké rady ÚOCHB, od roku 1998 vedoucím oddělení teoretické chemie. V letech 2002–2012 pak vykonával funkci ředitele ÚOCHB, když na této pozici vystřídal Antonína Holého.
V ředitelské funkci se věnoval změnám organizace vědecké práce, které měly ústav přiblížit k podobným institucím ve vyspělých zemích. Za jeho působení byl zaveden nový systém vědeckých skupin, včetně jejich hodnocení, s farmaceutickou společností Gilead bylo založeno společné Gilead Sciences Research Center. Byla rovněž zahájena rekonstrukce areálu ÚOCHB, včetně stavby nové budovy.
Od roku 2003 byl členem Učené společnosti České republiky. Od roku 2006 je členem vědecké rady Vysoké školy chemicko-technologické v Praze (VŠCHT) a od roku 2011 také členem Rady pro výzkum, vývoj a inovace (RVVI).
Od roku 1973 byl členem KSČ.

## Ocenění
- 2000 – Cena učené společnosti ČR za přínos v oboru teoretické chemie[6]
- 2008 – Medaile Jana Hellicha za prosazení se v oboru (město Poděbrady)[7]
- 2010 – Medaile Katolické univerzity v Lovani[7]
- 2011 – Medaile České společnosti chemické za významný přínos přírodním vědám[8]
- 2013 – Čestná medaile De scientia et humanitate optime meritis Akademie věd ČR[5]
- 2015 – Stříbrná pamětní medaile Senátu ČR[9]
- 2022 – Čestné občanství města Poděbrady[10]